# Aprostocetus oreophilus
Aprostocetus oreophilus är en stekelart som först beskrevs av Förster 1861.  Aprostocetus oreophilus ingår i släktet Aprostocetus, och familjen finglanssteklar. Arten är reproducerande i Sverige.